# Claypotts Castle

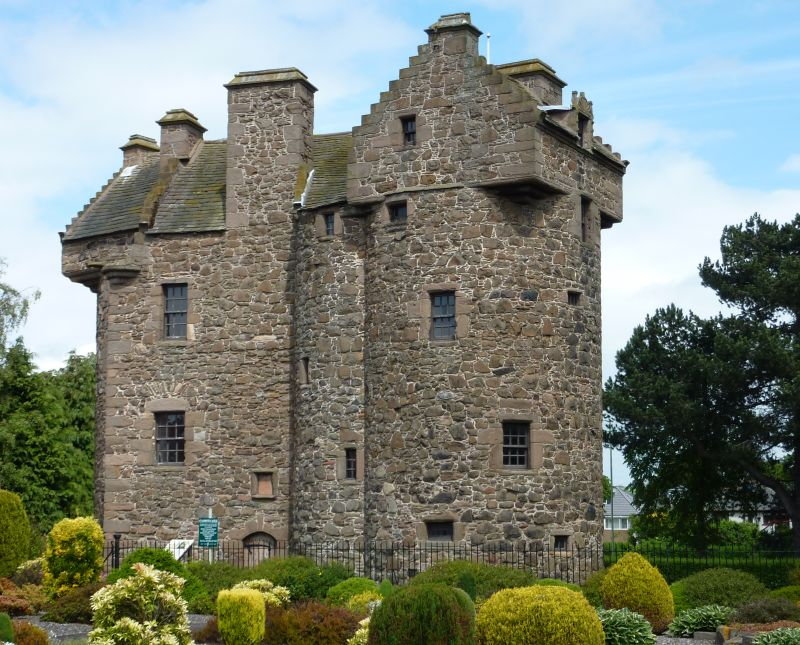
Claypotts Castle vanaf het westen.

Claypotts Castle is een 16e-eeuwse woontoren, vijf kilometer ten oosten van de Schotse plaats Dundee gelegen.

## Geschiedenis
Het gebied waarop Claypotts Castle staat, werd aan het begin van de 16e eeuw door de familie Strachan gehuurd van Lindores Abbey. Tussen 1569 en 1588 bouwde John Strachan hier het kasteel dat bekend zou worden onder de naam Claypotts Castle. De twee jaartallen zijn te vinden op stenen van respectievelijk de zuidwestelijke en noordoostelijke toren. De familie Strachan verkocht het kasteel in 1601 aan Sir William Graham van Ballunie en trok zelf naar Balhousie. Vermoedelijk werd het kasteel tot ongeveer 1620 door Graham bewoond. Nadien was het kasteel steeds in bezit van personen die ook aanzienlijker kastelen hadden, waardoor Claypotts Castle een ondergeschikte rol kreeg voor de eigenaar.
John Graham erfde het kasteel in 1678. Hij steunde Jacobus II van Engeland en werd als dank voor die steun in 1688 benoemd tot burggraaf van Dundee. Hij was op 27 juli 1689 de aanvoerder van de Jacobieten tegen troepen die trouw waren aan Willem III van Oranje-Nassau bij de Slag bij Killiecrankie. Deze slag had dus plaats in de periode van de Glorious Revolution. John Graham won de slag, maar sneuvelde bij de laatste aanval. De Jacobitische opstand kwam kort erop ten einde en al de bezittingen van John Graham werden eigendom van de staat. Claypotts Castle en de andere voormalige bezittingen van John Graham werden in 1694 geschonken aan James Douglas. In de negentiende eeuw erfde Jane Douglas het kasteel van haar broer. Hierdoor kwam het kasteel door huwelijk in bezit van de familie Home. In 1926 gaf deze familie het kasteel in staatsbeheer.

## Bouw
Claypotts Castle heeft een zogenaamde Z-vormige plattegrond. Dit betekent dat het centrale deel van het kasteel een rechthoekige plattegrond heeft met twee ronde torens op hoeken diagonaal ten opzichte van elkaar gelegen. Het voordeel van een Z-vormige plattegrond in plaats van een rechthoekige plattegrond is dat vanuit beide hoektorens twee zijdes van het kasteel beschermd kunnen worden, aangezien vanuit geschutsopeningen in de torens langs de muren van het kasteel heen geschoten kan worden. De lengte-as van het centrale deel van Claypotts Castle is noord-zuid georiënteerd. Op de noordoostelijke en zuidwestelijke hoek staat een toren. De ingang bevindt zich aan de westelijke zijde. Het kasteel heeft vier verdiepingen. Oorspronkelijk zal het kasteel omgeven zijn geweest door een ringmuur en bijgebouwen. Deze zijn echter niet bewaard gebleven.

## Beheer
Claypotts Castle wordt beheerd door Historic Environment Scotland. De binnenzijde is op afspraak te bezichtigen.